# Никитина, Татьяна Владимировна
Татьяна Владимировна Никитина (род. 17 октября 1953, Волгоград) — советская и российская театральная актриса, народная артистка России (2023).

## Биография
Татьяна Владимировна Никитина родилась 17 октября 1953 года в Волгограде. В 1977 году окончила Саратовское театральное училище.
С 1976 года служит в Костромском государственном драматическом театре имени А. Н. Островского.

## Награды и премии
- Народная артистка России — 2023 — ...За большие заслуги в развитии театрального и кинематографического искусства...[1]
- Заслуженная артистка России — 1995 — ...За заслуги в области искусства...[2].
- Орден Дружбы — 2010 — ...За заслуги в развитии отечественной культуры и искусства, многолетнюю плодотворную деятельность...[3].
- Лауреат премии «Признание» Администрации Костромской области
- Лауреат Премии Администрации Костромской области в сфере театрального искусства им. А. Н. Островского по итогам сезона 2014—2013 «Лучшая женская роль второго плана» (Роль Марфы Савастьяновны в спектакле «Невольницы»).
- Лауреат Премии Администрации Костромской области в сфере театрального искусства им. А. Н. Островского по итогам сезона 2012—2013 «Лучшая женская роль второго плана» (Роль Огудаловой в спектакле «Бесприданница»)
- Лауреат престижной актёрской премии «Признание» — VI Всероссийский театральный фестиваль им. Н. Х. Рыбакова (2012, Тамбов)[4].
- Лауреат VII Всероссийского театрального фестиваля «Дни Островского в Костроме» в номинации «За высокую культуру исполнения ролей в пьесах Островского» (2008).
- Лауреат Премии Администрации Костромской области в сфере театрального искусства им. А. Н. Островского по итогам сезона 2009—2010 «Лучшая женская роль второго плана» (Роль Агаты в спектакле «Замок в Швеции»).
- Лауреат IX Всероссийского театрального фестиваля «Дни Островского в Костроме» в номинации «Лучшая женская роль фестиваля» за роль Бондыревой в спектакле «Блажь» (2011).
- Лауреат III Международного театрального фестиваля «Смоленский ковчег» в номинации «Лучшая женская роль второго плана» за роль Кабановой в спектакле «Гроза» (2012).

## Работы в театре
- «Играть. Любить. Жить» — Эстер
- «Волки и овцы» Н. А. Островский — Мурзавецкая
- «На всякого мудреца довольно простоты» Н. А. Островский — Мамаева
- «Именины на костылях» — Бабка
- «Малыш и Карлсон, который живёт на крыше» — фрекен Бок
- «Блажь» А. Н. Островский, П. М. Невежин — Бондырева
- «Три жениха, или Чей ребёнок?!» В. Шкваркин — Ольга Павловна
- «Замок в Швеции» Ф. Саган — Агата
- «Снегурочка» А. Н. Островский — Бобылиха
- «Чудаки» А. П. Чехов — Татьяна Алексеевна
- «Невольницы» — Марфа Севастьянова
- «Касатка» — Варвара Ивановна
- «Бесприданница» — Харита Игнатьевна Огудалова
- «Пигмалион, или Не сотвори себе женщину» — миссис Хигинс